# 加冷河

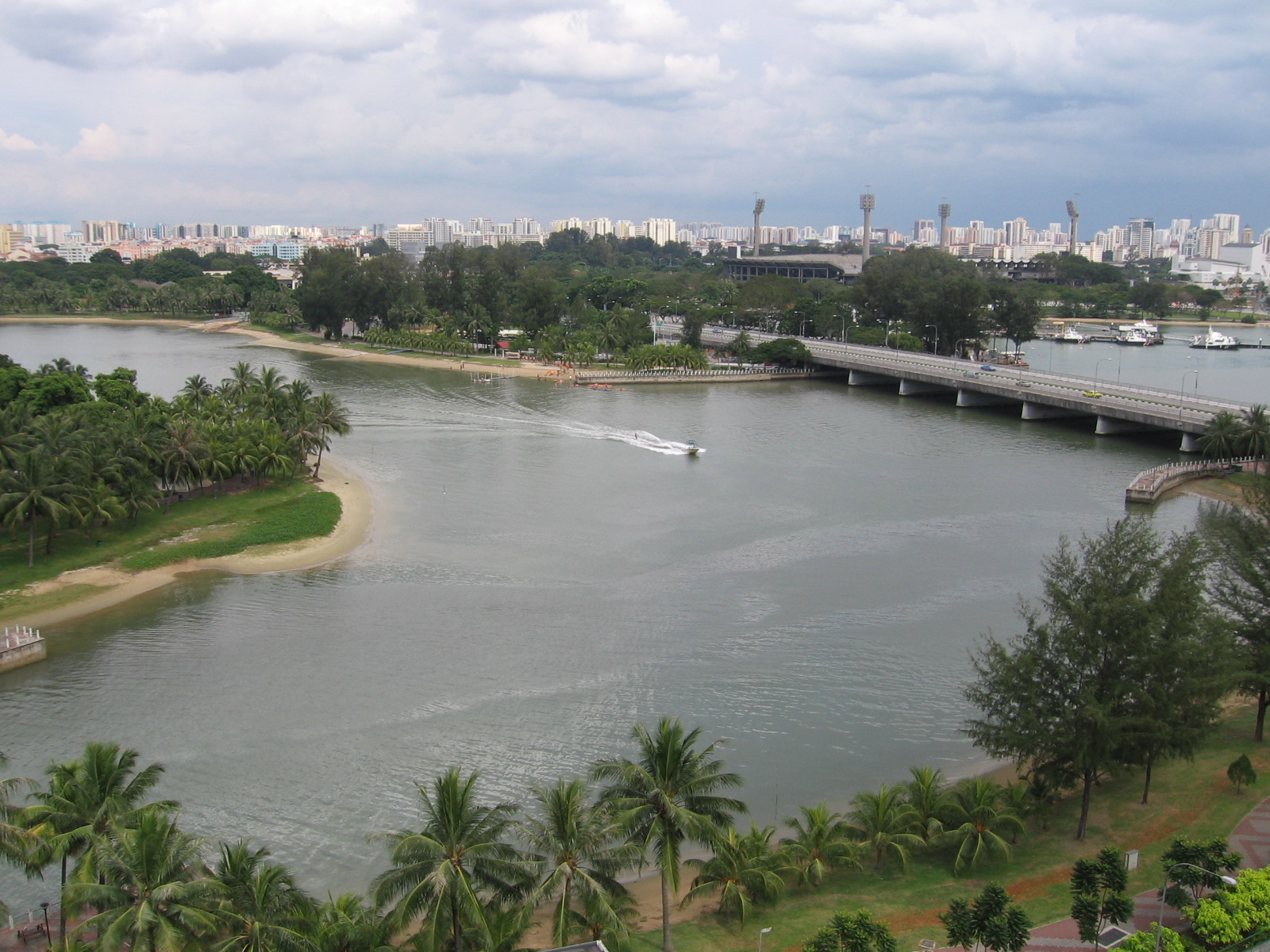
前景中的加冷河與梧槽河嘴。加冷河是多種水上運動，如滑水和水上滑板的熱門地點。

加冷河（英語：Kallang River）總長10公里，是新加坡最長的河流，從貝雅士下段蓄水池（原名“加冷河蓄水池”）流至加冷盆地。加冷河起源於中央集水區，以東南方向流經碧山、大巴窯，最終抵達加冷。
填海造地前，加冷河曾於加冷盆地流入新加坡海峽，確切位置在今獨立橋附近。現今，加冷河通過濱海水道流入大海。
加冷河的支流包括黃埔河、佩爾頓水道、武吉知馬第二排水道。其他流入加冷盆地的河流有芽籠河與梧槽河。前述河流現為濱海蓄水池的一部分。
公園連道網絡上的加冷公園連道幾乎與加冷河平行，在河流旁提供休閒空間。加冷河河口處的加冷河畔公園位於河的兩岸。

## 歷史
舊時加冷河住著一些原住民。十九世紀上旬，斯坦福·莱佛士率團登陸新加坡，開始在加冷河下游駐腳，打造成香料貿易基地。
隨著新加坡獨立，加冷河一帶經過屢屢改造，逐漸成為新加坡市中心區一部分。
加冷河畔还有一座历史悠久的福建人庙宇「水江庙」，主祀「大普公」。